# Alvin Queen

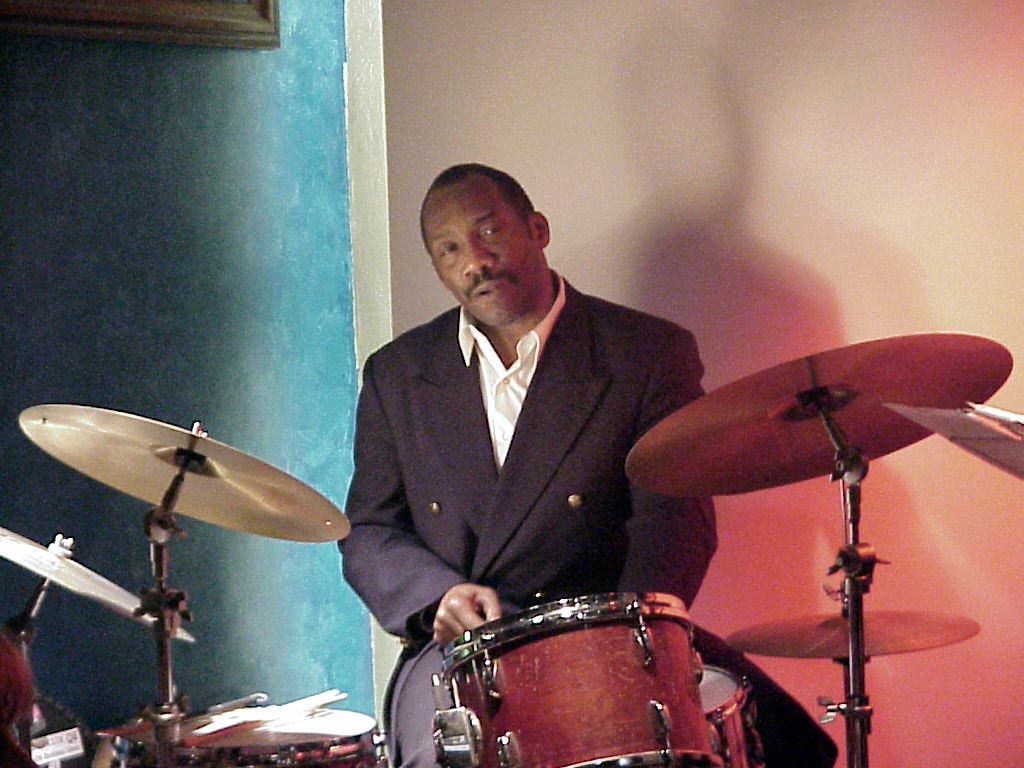
Alvin Queen in Dachau, 2001

Alvin Queen (* 16. August 1950 in Bronx, New York) ist ein amerikanischer Schlagzeuger des Modern Jazz.
Queen, der aus einer Arbeiterfamilie stammt, verdiente das Geld für den Schlagzeugunterricht als Schuhputzer. Bereits mit zwölf Jahren war er an einer Schallplatteneinspielung beteiligt. Horace Silver holte ihn 1968 in seine Band. Anschließend spielte Queen bei George Coleman, Randy Weston, Milt Jackson, George Benson und vor allem Charles Tolliver, mit dem er 1971 Europa besuchte. Nach einer weiteren Europatournee zog er 1978 nach Genf und arbeitete von dort aus mit Jimmy Woode, Jay McShann, Harry Sweets Edison, Pharoah Sanders, Junior Mance oder Johnny Griffin. Mit Kenny Drew senior entstand 1992 das Album At the Brewhouse. Seit 1980 war er auch mit eigenen Gruppen unterwegs, zu denen Musiker wie Dusko Goykovich, Dr. Lonnie Smith, Terence Blanchard oder John Hicks gehörten. Queen wirkte auch in Robert Altmans Film Kansas City mit. Anschließend trat er regelmäßig mit der Band von Bennie Wallace auf, aber auch mit der Radio Big Band Belgrad, Dee Dee Bridgewater, den Trios von Jesper Thilo und Vince Benedetti sowie mit eigenen Bands (I Ain’t Looking At You, 2007). Queen war Mitglied des Quartetts, mit dem Oscar Peterson 2005 seine letzten beiden Deutschlandkonzerte gab.

## Lexigraphische Einträge
- Martin Kunzler: Jazz-Lexikon (= rororo-Sachbuch. Band 16513). 2. Auflage. Band 2: M–Z. Rowohlt, Reinbek bei Hamburg 2004, ISBN 3-499-16513-9.